# Paks
Paks es una váro del condado de Tolna, en Hungría. Se encuentra en la ribera occidental del Danubio.
En Paks se localiza la única central nuclear de toda Hungría, que produce alrededor del 40% de la electricidad para el país.
El Paksi SE es un club de fútbol de Paks que juega en la NB1, la primera división húngara. 

## Ciudades hermanadas
- Reichertshofen - Alemania
- Gubin - Polonia
- Galánta - Eslovaquia
- Târgu Secuiesc - Rumanía
- Loviisa - Finlandia